# Cappella di Santa Lucia (Vico Equense)
La cappella di Santa Lucia è una cappella di Vico Equense, situata nella frazione di Massaquano: al suo interno conserva un ciclo di affreschi trecenteschi di scuola giottesca.

## Storia e struttura

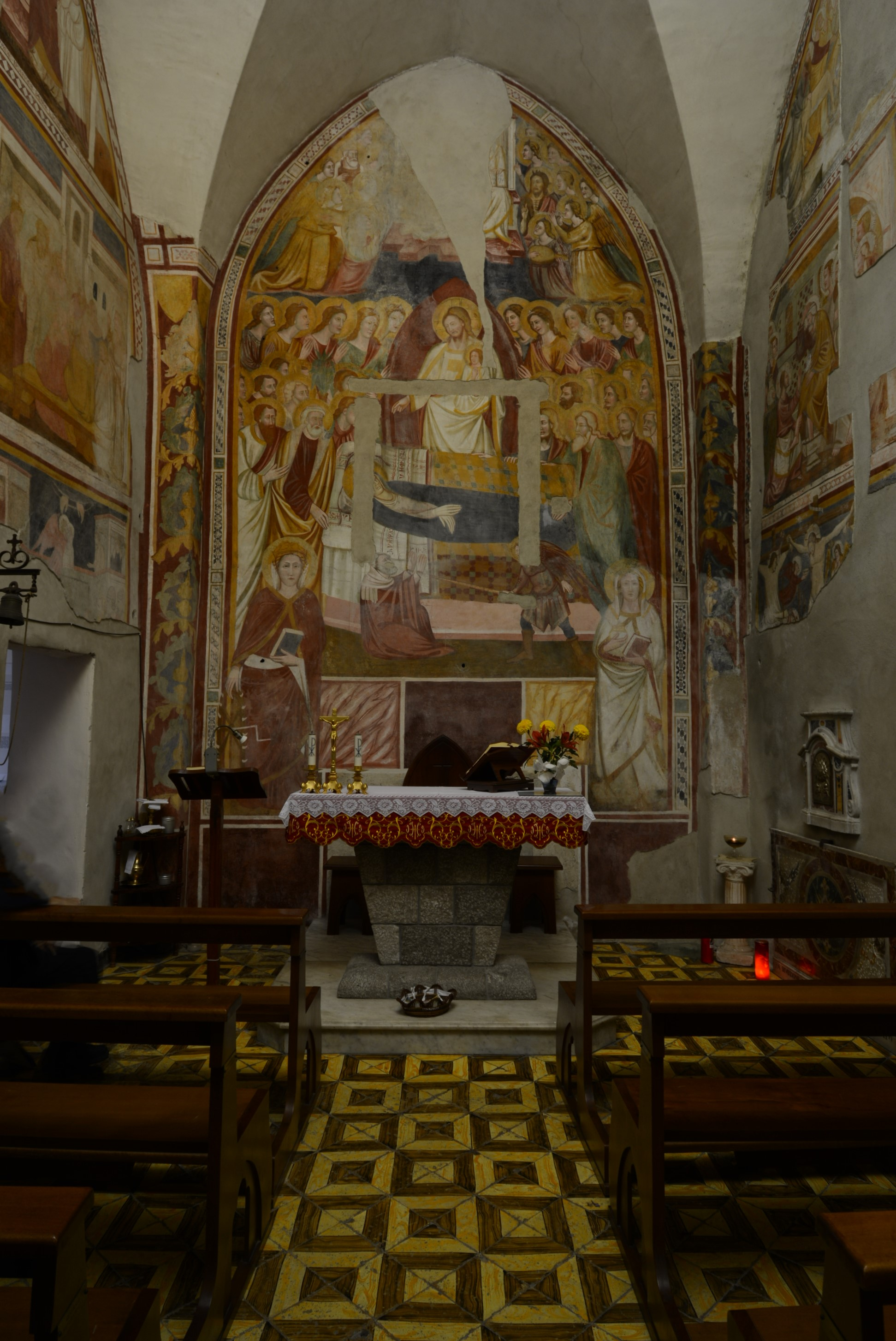
L'interno

La cappella venne edificata nel 1385, in accordo con il vescovo della diocesi di Vico Equense, Ludovico da Napoli, per volere del sacerdote Bartolomeo de Cioffo, in un terreno accanto alla sua abitazione, in modo tale da garantire un luogo di sepoltura per sé e per la sua famiglia, ma anche in segno di devozione nei confronti di santa Lucia. Qualche anno dopo la sua costruzione, la cappella venne completamente decorata alle pareti da affreschi di autore anonimo, che si ispirarono a Giotto e ai suoi seguaci Maso di Banco e Roberto d'Oderisio. Nel 1877, per opera del cappellano Gennaro Cioffi, il quale voleva ristrutturate l'interno complesso, tutte le opere pittoriche vennero ricoperte da uno strato di calce bianca, rimanendo in tale condizione fino al 1991, quando a seguito di nuovi lavori di restauro vennero riportate alla luce; altri lavori, sia agli affreschi che alla struttura esterna, furono eseguiti nel 2007.
La cappella, dalle forme gotiche, presenta una facciata alquanto minimalista, caratterizzata da una lunetta con all'interno i resti di una raffigurazione di santa Lucia; internamente è a navata unica, a pianta quadrata e con volta a crociera. Le principali opere sono il ciclo di affreschi di scuola giottesca: nella zona dell'altare maggiore è dipinta l'Assunzione di Maria, in particolare gli episodi dell'incoronazione e della morte, quest'ultima, nella zona bassa, presenta la raffigurazione di una storia tratta dai vangeli apocrifi, ricorrente durante il periodo bizantino, con san Michele Arcangelo che taglia con la spada le mani di Jefonia, il quale aveva tentato di rivoltare il catafalco dove era posto il corpo di Maria; a chiudere la scena, a grandezza naturale, le figure di santa Caterina d'Alessandria e santa Lucia. L'intera opera risulta danneggiata in più parti, poiché durante il restauro del XIX secolo, fu posto sull'affresco una cornice in marmo, compromettendo irrimediabilmente il volto della Vergine dormiente; inoltre, per dare risalto alla pittura, il vecchio altare in marmo policromo è stato rimosso per essere sostituito da uno di più semplice fattura. Lungo la parete di sinistra sono affrescate scene della vita di santa Lucia, mentre in quella di destra storie della vita di Cristo, con una scena della crocifissione: queste opere risultano essere in uno stato frammentario. Annessa alla cappella una piccola e stretta sagrestia.